# Skarsterlân
Skarsterlân (en néerlandais, Scharsterland), est une ancienne commune néerlandaise de la Frise. Son chef-lieu était la ville de Joure.

## Géographie
La commune était située dans le sud de la province de Frise. Le lac de Tsjûkemar était partiellement situé sur son territoire.

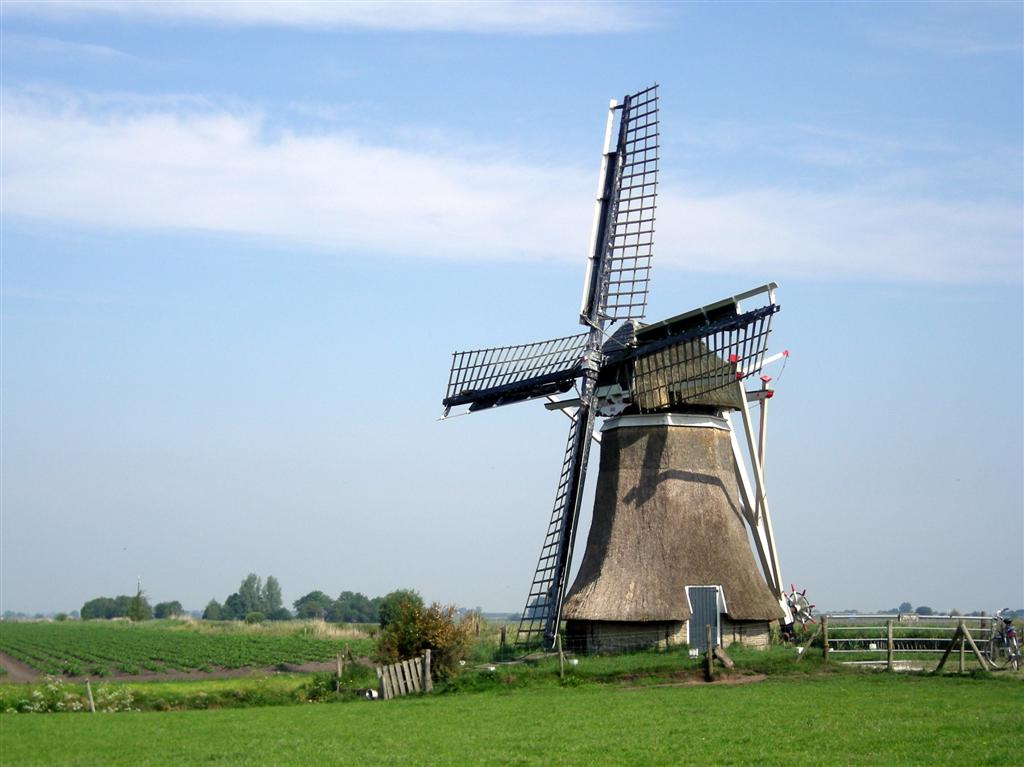
Skarsterlân, le Skarren molen

## Liste des villages
- Akmarijp
- Boornzwaag
- Broek
- Doniaga
- Dijken
- Goingarijp
- Haskerdijken
- Haskerhorne
- Idskenhuizen
- Joure
- Langweer
- Legemeer
- Nieuwebrug
- Nijehaske
- Oldeouwer
- Oudehaske
- Ouwsterhaule
- Ouwster-Nijega
- Rohel
- Rotstergaast
- Rotsterhaule
- Rottum
- Scharsterbrug
- Sint Nicolaasga
- Sintjohannesga
- Snikzwaag
- Terkaple
- Teroele
- Tjerkgaast
- Vegelinsoord

## Histoire
Le 1er janvier 2014, la commune disparaît et fusionne avec Gaasterlân-Sleat et Lemsterland au sein de la nouvelle commune de De Fryske Marren.

## Personnalité
- Bernard Essers (1893-1945), peintre, graveur, dessinateur et illustrateur néerlandais, mort à Skarsterlân.